# Arthur Richard Dillon
Arthur Richard Dillon (Saint-Germain-en-Laye, 14 settembre 1721 – Londra, 5 luglio 1806) è stato un arcivescovo cattolico francese.

## Biografia
Figlio di Arthur Dillon (1670-1733), di origine irlandese, diventato generale al servizio del re di Francia, e Christina Sheldon (1757), era lo zio di Arthur e Théobald Dillon, un parente della contessa di Boigne, nata Eleonore Dillon e la marchesa de La Tour du Pin nata Henriette Lucy Dillon.

### Carriera ecclesiastica
Laureatosi a Sorbona, entrò nel sacerdozio e fu successivamente abate commendatario di Elan, vicino Mézières, vicario generale di Pontoise (1747), poi vescovo di Évreux (1753), arcivescovo di Tolosa (1758), infine arcivescovo di Narbona e primate della Gallia Narbonense (1762), e, grazie a questo ufficio, presidente negli Stati della Linguadoca. Nel 1777, ottenne a Caen, la prestigiosa Abbazia degli uomini, e ne fu l'ultimo abate commendatario. Fu nominato commendatore dell'Ordine dello Spirito Santo da Luigi XVI nel 1776, e presiedette nel 1788 l'assemblea del clero. Da arcivescovo di Tolosa, era stato eletto manutentore dell'Académie des Jeux floraux (1761).
Amministratore visionario e intraprendente, in relazione ai fisiocratici e agli enciclopedisti, grande signore, si dedicò molto meno alla direzione spirituale della sua diocesi che al suo benessere temporale. Commissionò molti lavori di pubblica utilità: ponti, canali, strade, porti. Fondò cattedre d'insegnamento di chimica (affidate a Chaptal) e fisica a Montpellier e Tolosa e cercò di mitigare la povertà, soprattutto a Narbona. Lasciò il suo nome a un viale pedonale nella città di Tolosa: il corso Dillon e di una banchina a Narbona, lungo il Canal de la Robine.
Su suo intervento, gli stati della Linguadoca decisero il 17 febbraio 1776 l'attuazione del vecchio progetto sviluppato da Vauban nel 1684 e che doveva "unire il canale di Narbonne a quello di comunicazione dei mari", vale a dire unire il Robine al Canal du Midi creando il Canale di Giunzione. Aveva un progetto redatto nel 1788 per il completamento della cattedrale dei Santi Giusto e Pastore. Pubblicò l'ultimo messale neo-gallicano narbonese nel 1778, fortemente influenzato da quello di Charles Gaspard Guillaume de Vintimille per la Chiesa parigina, rimuovendo gran parte della liturgia peculiare alla Chiesa narbonese.

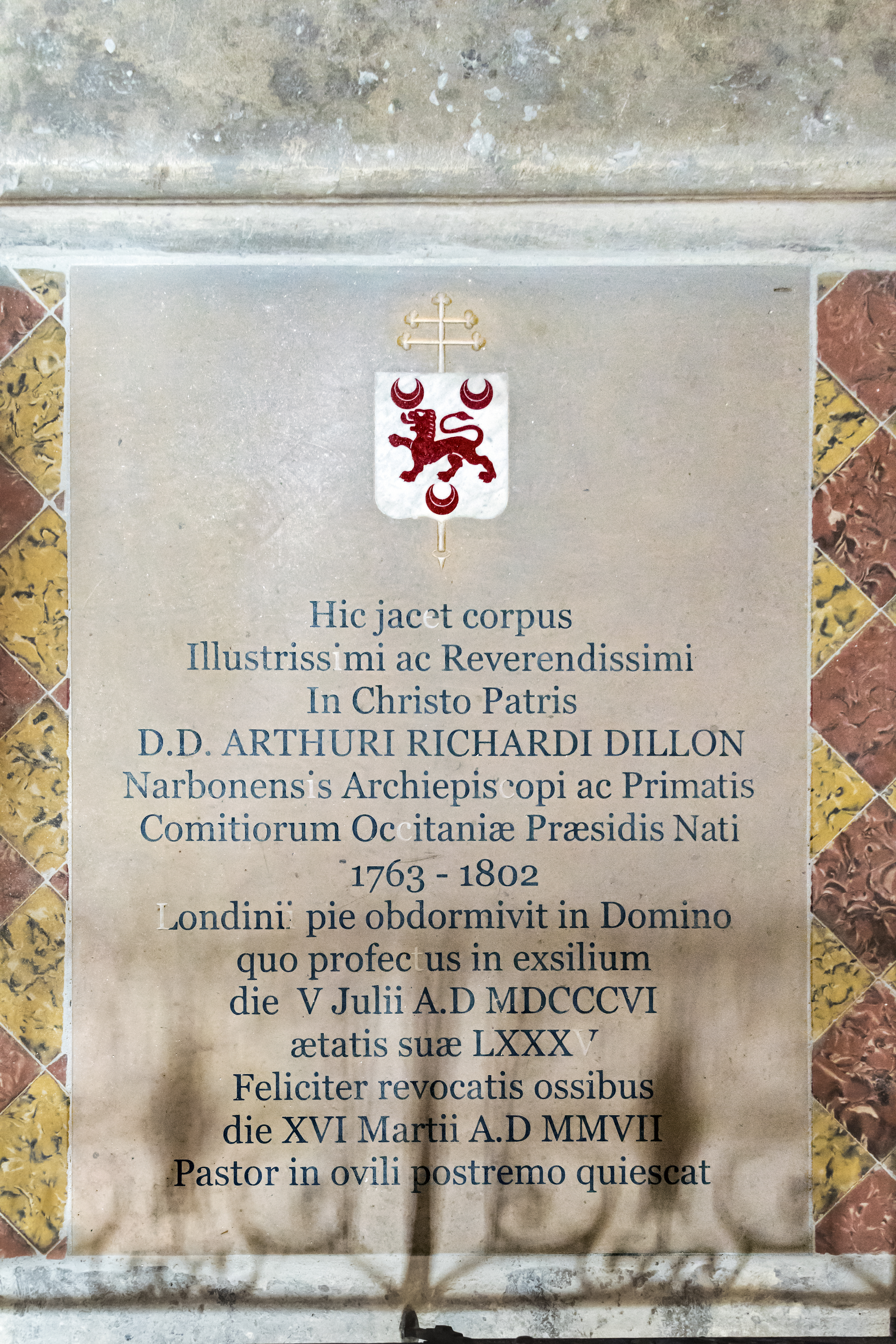
Tomba dell'arcivescovo nella Cattedrale di Narbona.

Fu uno dei rari dignitari della corte di Versailles ad approvare il trattato di alleanza con la Cocincina emesso da Pigneau de Behaine nel 1787. Mai molto presente nella sua città, non godette di una buona reputazione fra il suo clero, con il quale entrò in conflitto dal giorno della sua installazione nella sede episcopale, quando cercò di imporre come grande arcidiacono un membro di una famiglia irlandese esiliata in Francia. Questa mancanza di popolarità fece sì che nel 1789 non venisse eletto deputato degli Stati generali. Come risultato di quello che considerò un affronto, lasciò Narbona per Parigi e per la sua tenuta a Hautefontaine. Benché poco dopo l'adozione della costituzione civile del clero, i narbonesi avevano ottenuto (contro Carcassonne) che il vescovo del dipartimento dell'Aude risiedesse nella loro città, Dillon si rifiutò.

### L'esilio
Non accettò più il giuramento costituzionale e alla fine emigrò a Coblenza nel 1791. A Narbona fu sostituito da un vescovo costituzionale, Guillaume Beseaucele. Poco dopo, andò a Londra, dove visse fino alla sua morte nel 1806, rifiutando il Concordato del 1801 che aveva soppresso la sua cattedra arcivescovile. Morì, apparentemente riconciliato con la sua fede cristiana e chiedendo perdono per i suoi peccati.
I suoi resti, originariamente sepolti nel cimitero della chiesa "Old St. Pancras" di Londra, poi riesumati durante i lavori per l'ampliamento della stazione ferroviaria internazionale di St Pancras, furono trasferiti a Narbona il 16 marzo 2007 in una volta della cappella di San Martino, all'interno della cattedrale dei Santi Giusto e Pastore, dopo le cerimonie ufficiali, alla presenza del cardinale Jean-Marie Lustiger.

## Opere
- (FR) Lettera pastorale, 1762.
- (FR) Discours des députés de l'Assemblée du clergé au Roi, 178?.
- (FR) Discours prononcés à la dernière séance de l'Assemblée des notables tenue à Versailles le 25 mai 1787.

## Genealogia episcopale e successione apostolica
La genealogia episcopale è:
- Cardinale Guillaume d'Estouteville, O.S.B.Clun.
- Papa Sisto IV
- Papa Giulio II
- Cardinale Raffaele Sansone Riario
- Papa Leone X
- Papa Paolo III
- Cardinale Francesco Pisani
- Cardinale Alfonso Gesualdo di Conza
- Papa Clemente VIII
- Cardinale Pietro Aldobrandini
- Cardinale Laudivio Zacchia
- Cardinale Antonio Barberini, O.F.M.Cap.
- Cardinale Nicolò Guidi di Bagno
- Arcivescovo François de Harlay de Champvallon
- Cardinale Louis-Antoine de Noailles
- Cardinale André-Hercule de Fleury
- Cardinale Nicolas-Charles de Saulx-Tavannes
- Arcivescovo Arthur Richard Dillon

La successione apostolica è:
- Vescovo Martial-Louis de Beaupoil de Saint-Aulaire (1759)
- Vescovo Jean-Antoine de Touchebœuf de Beaumont des Junies (1759)

## Stemma
| Stemma | Blasonatura |
| ------ | --- |
| \| \|  | Arthur Richard Dillon Arcivescovo di Tolosa e di Narbona, Primate della Gallia Narbonense, Duca di Narbona. D'argento con leone rosso rampante, tre mezze lune rosse; corona ducale |
|        | |